# Cosmogenesis
Albums de Obscura
Retribution
(2006) Omnivium
(2011)
Cosmogenesis est le deuxième album studio du groupe de Death metal technique allemand Obscura. Il est sorti le 17 février 2009 sous le label Relapse Records. Un clip a été réalisé pour le premier titre de l'album, Anticosmic Overload

## Composition du groupe
- Steffen Kummerer - guitare, chant
- Christian Muenzner − guitare
- Jeroen Paul Thesseling − basse
- Hannes Grossmann - batterie

## Liste des morceaux
Toutes les paroles sont écrites par Steffen Kummerer.
| 1.    | Anticosmic Overload             | Kummerer, Grossmann                       | 4:17 |
| 2.    | Choir of Spirits                | Grossmann                                 | 5:31 |
| 3.    | Universe Momentum               | Muenzer                                   | 4:34 |
| 4.    | Incarnated                      | Kummerer                                  | 4:53 |
| 5.    | Orbital Elements (Instrumental) | Kummerer, Muenzner, Grossmann, Thesseling | 5:22 |
| 6.    | Desolate Spheres                | Kummerer, Grossmann, Muenzer              | 4:02 |
| 7.    | Infinite Rotation               | Grossmann                                 | 4:49 |
| 8.    | Noospheres                      | Kummerer, Grossmann                       | 5:05 |
| 9.    | Cosmogenesis                    | Kummerer, Grossmann, Muenzer, Thesseling  | 4:15 |
| 10.   | Centric Flow                    | Grossmann                                 | 7:26 |
| 50:14 |                                 |                                           |      |